# Mark Rogers (baseball)
Pour les articles homonymes, voir Mark Rogers et Rogers.
Mark Elliot Rogers (né le 30 janvier 1986 à Brunswick, Maine, États-Unis) est un lanceur droitier de baseball. Il est présentement agent libre.

## Carrière
Mark Rogers est drafté au premier tour (5e choix) par les Brewers de Milwaukee en juin 2004.
Rogers, un lanceur partant, fait ses débuts dans les Ligues majeures de baseball comme lanceur de relève pour les Brewers le 10 septembre 2010. Après avoir passé 2011 dans les ligues mineures, il obtient 7 départs comme lanceur partant pour Milwaukee durant la saison 2012. Il gagne 3 matchs et en perd un et présente une moyenne de points mérités de 3,92 avec 41 retraits sur des prises en 39 manches lancées. Il savoure sa première victoire dans les majeures le 20 août 2012 sur les Cubs de Chicago.
Ennuyé par des maux d'épaule récurrents, Rogers passe toute l'année 2013 dans les mineures et ne jouera finalement que 11 matchs avec les Brewers en 2010 et 2012. En janvier 2014, il signe un contrat avec les Mariners de Seattle et amorce la campagne en ligues mineures, avant d'être libéré de son contrat en mai et de poursuivre sa carrière dans le baseball indépendant. Il rejoint les Rangers du Texas en mars 2015 mais est libéré quelques semaines plus tard sans obtenir de poste dans l'équipe pour la saison 2015.